# Максимовский сельсовет (Курская область)
Макси́мовский сельсове́т — административно-территориальная единица (сельсовет) в Солнцевском районе Курской области.
Административный центр — село Дорохо-Доренское.

## История
Законом Курской области от 15 августа 1996 года № 6-ЗКО на территории Максимовского сельсовета было образовано муниципальное образование Максимовский сельсовет.
Законом Курской области от 21 октября 2004 года № 48-ЗКО (в ходе муниципальной реформы 2006 года) муниципальное образование Максимовский сельсовет было наделено статусом сельского поселения.
Законом Курской области от 26 апреля 2010 года № 26-ЗКО муниципальное образование Ивановский сельсовет, муниципальное образование Чермошнянский сельсовет и муниципальное образование Максимовский сельсовет были преобразованы путём объединения в муниципальное образование Ивановский сельсовет.

## Населённые пункты
В состав сельсовета входят:
- село Дорохо-Доренское
- д. Алексеевка
- х. Баранов
- д. Конарево
- с. Максимово
- д. Халино